# アンティーク (デュオ)
アンティーク(Antique)は、スウェーデンとギリシャで活躍したデュオ。ギリシャ風ミュージックと北欧のダンス・ポップを融合させた曲を多く発表した。

## 来歴
メンバーは、どちらもギリシャ人の両親を持つエレーナ・パパリズーとニコス・パナジオティディス。ともにスウェーデンのイェーテボリ市で生まれ育った幼なじみである。なお、ニコスの一族はギリシャ北部、エレーナの一族はギリシャ中部から出ている。ふたりは恋愛関係では無くそれぞれを「とても良い友人」だと説明している。
スウェーデンのレコードレーベルBonnierと契約し、ギリシァの有名な歌手であるノーティス・スファキアナーキスの曲をカバーした最初のシングル『Opa-Opa』は、スウェーデンのチャートトップ5入りのみならずスカンディナヴィア地域全体でもトップ10入りし、総販売枚数60,000枚を越えてゴールド・ディスクさらにはプラチナ・ディスクとなった。『Stylus Magazine』誌に掲載されたStephen Thanabalanの記事によると、この曲はギリシャ語の曲としてスウェーデン国内でトップ5入りした初めての曲でもある。続いて発売された『Dinata Dinata』もスマッシュヒットとなった。
アンティークは、ルーツであるギルシャ音楽の伝統的要素と21世紀のハイテンポな北欧ディスコ調を融合させた音楽性に、エレーナの恵まれた語学センスと歌唱力を加えた曲で高い評価を獲得し、スウェーデンのアカデミー賞モダン・ダンス部門にギリシャ語の曲でノミネートされた初のグループでもあった。
アンティークは、ギリシャ文化を国際的に広報する活動と提携することでその名が知れ渡り、さらには2001年コペンハーゲンで開催されたユーロビジョン・ソング・コンテスト2001のギリシャ代表に選出され、英語とギリシャ語をブレンドした曲「Die For You」でエストニアとデンマークに次ぐ3位に輝いたことでさらに知名度が上がった。なお、エレーナはソロで2005年のユーロビジョン・ソング・コンテスト2005に出場し、この時は1位の栄冠を手にした。
しかし、2003年解散する。その理由については「自然な流れで」というコメントが残っている。
2006年7月、「V-Power」と呼ばれるアンティークの新曲がインターネット上で流れた。これは、ロイヤル・ダッチ・シェル社の無鉛ハイオクガソリンのコマーシャル・ソングとして使われ、英語版とギリシャ語版の2バージョンがあった。多くのファンは、この曲はアンティークが解散する2003年以前に録音されたものだと考えている。しかし、この曲が実際にいつ録られたのか、またそれまで何故リリースされていなかったのかについては明らかになっていない。ふたりは、将来こそ分からないが、少なくとも今はデュオを再結成する意志を持ってはいない。

## ディスコグラフィ

### アルバム
- 1999年 -Mera Me Ti Mera
- 2001年 -Die For You
- 2002年 -Me Logia Ellinika
- 2003年 -Alli Mia Fora
- 2003年 -Blue Love
- 2004年 -Very Best Of

### EP
- 2000年 - Antique EP

### シングル
- 1999年 -Opa Opa
- 1999年 -Dinata Dinata
- 2000年 -Mera Me Ti Mera
- 2001年 -Die For You
- 2001年 -Ligo Ligo
- 2001年 -Why
- 2002年 -Moro Mou
- 2002年 -Alli Mia Fora
- 2003年 -Follow Me(O Ti Thelis)
- 2003年 -Me Logia Ellinika
- 2003年 -Kainourgia Agapi
- 2003年 -Time To Say Goodbye
- 2003年 -List Of Lovers